# Tombstone Blues
Tombstone Blues är en låt skriven och lanserad av Bob Dylan. Denna komposition togs med som andra spår på albumet Highway 61 Revisited 1965. Musikaliskt sett är låten en råbarkad blues i snabbt tempo och låten innehåller åtta verser och en refräng som sjungs fyra gånger. En av låtens kändaste fraser återfinns i sjätte versen; "-The sun ain't yellow, it's chicken!" (sv: -Solen är inte gul, den är kyckling). Både "yellow" och "chicken" används på amerikanska som slang för att någon är feg. Denna låt är full av andra liknande tvetydiga fraser. I flera av verserna tycks Dylan göra narr av samhällets auktoriteter. Låten refererar till ett flertal bibliska, populärkulturella och historiska figurer, några namn som nämns i texten är bland andra Belle Starr, amerikanska frihetskämpen Paul Revere, Johannes döparen, astronomen Galileo Galilei, regissören Cecil B. DeMille, bluessångerskan Ma Rainey, och kompositören Ludwig van Beethoven.
Denna låt togs med på samlingsskivan Biograph 1985. Den finns även med på livealbumen Real Live 1984 och MTV Unplugged från 1995. En alternativ studioversion finns på albumet The Bootleg Series Vol. 7: No Direction Home: The Soundtrack. På soundtracket till filmen I'm Not There framförs låten av Richie Havens.
Stephen King citerade låtens avslutande vers i sin roman Carrie.